# Каляєв Іван Платонович

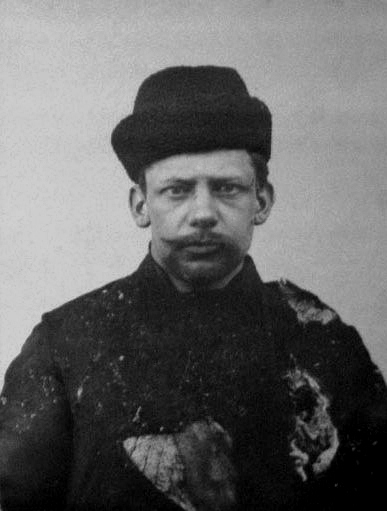
Іван Каляєв. Фотографія зроблена відразу після теракту.
Уся чумарка моя була витикана шматками дерева, висіли клапті, й вона вся обгоріла. З обличчя рясно лилася кров, і я зрозумів, що мені не втекти, хоча було кілька довгих митей, коли нікого не було навколо.

Іва́н Плато́нович Каля́єв (нар.24 червня (6 липня) 1877, Варшава — пом.10 (23) травня 1905, Шліссельбурзька фортеця) — російський революціонер, терорист, соціаліст-революціонер, поет.

## Біографія
Народився у Варшаві в родині відставного поліцейського (околодочного наглядача) Платона Каляєва та полячки, доньки шляхтича, що розорився. Дитинство Івана пройшло в передмісті Варшави. У десять років він вступив до варшавської Першої Зразкової Апухтінської гімназії. У 1897—1899 роках студент Імператорських Московського та Петербурзького університетів.
З 1898 року член Петербурзького «Союзу боротьби за визволення робітничого класу». За участь у 1899 р. у студентському страйку був висланий до Катеринослава. Після повернення до Петербурга йому не дозволили відновитися в університеті. У 1902 р. поїхав вчитися до Німеччини, але дорогою до Берліна під час випадкового обшуку у нього була знайдена соціалістична література, й він був виданий Росії як соціаліст. Після тримісячного ув'язнення у Варшаві був висланий до Ярославля. У 1903 р. виїхав до Женеви, де вступив у Бойову організацію есерів. У 1904 році в Петербурзі брав участь у замаху на міністра внутрішніх справ В'ячеслава Плеве.
У 1904 році Бойова організація винесла «смертний вирок» дядькові імператора Миколи II, Великому князю Сергію Олександровичу, московському генерал-губернатору. 2 лютого 1905 Каляєв не кинув бомбу в карету, бо побачив, що поруч із Великим князем сидять його малолітні племінники. 4 лютого 1905 в Москві він бомбою убив Великого князя Сергія Олександровича. Особистість Каляєва та обставини вбивства лягли в основу повісті «Кінь блідий», написаної одним з організаторів вбивства — Б. В. Савінковим.
На суді адвокатами Каляєва були популярні та високооплачувані Володимир Жданов і Михайло Мандельштам..
5 квітня 1905-го Каляєв виголосив патетичну промову:
|  | Я — не підсудний перед вами, я — ваш бранець. Ми — дві ворожі сторони. Ви — представники імператорського уряду, наймані слуги капіталу та насильства. Я — один із народних месників, соціаліст і революціонер. Нас розділяють гори трупів, сотні тисяч розбитих людських існувань і ціле море крові та сліз, яке розлилося всією країною потоками жаху й обурення. Ви оголосили війну народу, ми прийняли виклик! |

|  | Суд, який мене судить, не може вважатися дійсним, бо судді є представниками того уряду, проти якого бореться партія соціалістів-революціонерів. |

Каляєв, щоб мати можливість ще раз захищати справу своєї партії, подавав касаційну скаргу, цей протест був відхилений Сенатом. Імператор Микола II, дізнавшись, що відхилену касаційну скаргу, дав секретну вказівку директору Департаменту поліції Сергію Коваленському домогтися в Каляєва прохання про помилування. Той відрядив у Шліссельбурзьку фортецю товариша прокурора Санкт-Петербурзького суду Федорова, з яким Каляєв був знайомий по Московському університету, але Федоров не зміг переконати Каляєва звернутися з проханням про помилування.
У день страти до Шліссельбурзької фортеці надійшла телеграма: з'ясувати, чи не подасть Каляєва прохання на Високе ім'я про помилування. Комендант близько години вмовляв Каляєва написати таке прохання, але той відмовлявся. Після цього надійшла друга телеграма від Великої Княгині Єлизавети Федорівни, яка наполягала, щоб прохання було написано, і ручалася, що воно буде задоволене. Комендант не захотів вдруге йти до Каляєва, і відправив до нього ротмістра В. В. Парфьонова, якому Каляєв відповів: «Ви зрозумійте мене. Усе своє життя і душу я присвятив служінню революційній справі, мій терористичний акт був результатом цієї роботи <…> Ви мені пропонуєте подати прохання про помилування, тобто попросити прощення за скоєне, тобто покаятися. На мій погляд, цим актом я знищу весь зміст мого терористичного виступу і зверну його з ідейного до звичайного кримінального вбивства, а тому кинемо всяку розмову про помилування».
Коли в камеру увійшов священик, Каляєв сказав йому, що обрядів не визнає, що він вже абсолютно приготував себе до смерті і в житті зі всім покінчив, проте у священику, який прийшов до нього, відчуває добру людину. «А тому, — підсумував Каляєв, — дайте мені Вас, просто як людину, поцілувати». Вони поцілувалися, і священик пішов. На ешафот у Шліссельбурзькій фортеці Каляєв піднявся з гордо піднятою головою, твердим, упевненим кроком. Хрест цілувати відмовився.

## Поезія
Найбільш відома «Молитва» Каляєва:
 Христос, Христос! Слепит нас жизни мгла.

   Ты нам открыл всё небо, ночь рассеяв,

   Но храм опять во власти фарисеев.

   Мессии нет — Иудам нет числа…

   Мы жить хотим! Над нами ночь висит.

   О, неужель вновь нужно искупленье,

   И только крест нам возвестит спасенье?..

   Христос, Христос!..

   Но всё кругом молчит.